# AFL - Division Ladies 2017
La AFL - Division Ladies 2017 è la 18ª edizione del campionato di football americano femminile di primo livello, organizzato dalla AFBÖ.

## Squadre partecipanti
| Club                   | Città    | Stadio | Sponsor ufficiale | Risultato nella stagione 2016 |
| ---------------------- | -------- | ------ | ----------------- | ----------------------------- |
| Budapest Wolves Ladies | Budapest |        |                   |                               |
| Danube Dragons Ladies  | Vienna   |        |                   |                               |
| Graz Giants Ladies     | Graz     |        |                   |                               |
| Schwaz Hammers Ladies  | Schwaz   |        |                   |                               |
| Telfs Patriots Ladies  | Telfs    |        |                   |                               |
| Vienna Vikings Ladies  | Vienna   |        | Dacia             |                               |

## Stagione regolare

### Calendario

#### 1ª giornata
| Vienna 16 settembre 2017 | Danube Dragons Ladies | 6 – 24 (0-6 6-6 0-6 0-6) | Budapest Wolves Ladies | SV Aspern |

| Graz 16 settembre 2017 | Graz Giants Ladies | 7 – 16 (7-0 0-0 0-0 0-16) | Telfs Patriots Ladies | Stadion Eggenberg |

| Schwaz 17 settembre 2017 | Schwaz Hammers Ladies | 0 – 55 (0-14 0-28 0-7 0-6) | Vienna Vikings Ladies | Regionales Sportzentrum |

#### 2ª giornata
| Telfs 30 settembre 2017 | Telfs Patriots Ladies | 14 – 16 (0-8 0-0 8-0 6-8) | Danube Dragons Ladies | Telfs-Sportzentrum |

| Vienna 1º ottobre 2017 | Vienna Vikings Ladies | 50 – 6 (22-0 0-6 22-0 6-0) | Budapest Wolves Ladies | Footballzentrum Ravelinstraße |

#### 3ª giornata
| Budapest 7 ottobre 2017, ore 15:00 CEST | Budapest Wolves Ladies | 8 – 0 (0-0 0-0 2-0 6-0) | Telfs Patriots Ladies | Angyalföldi Sportközpont |

| Maria Enzersdorf 7 ottobre 2017 | Danube Dragons Ladies | 32 – 2 (6-0 14-0 0-2 12-0) | Schwaz Hammers Ladies | BSFZ-Arena |

| Vienna 8 ottobre 2017 | Vienna Vikings Ladies | 59 – 0 (21-0 21-0 7-0 10-0) | Graz Giants Ladies | Footballzentrum Ravelinstraße |

#### 4ª giornata
| Graz 15 ottobre 2017 | Graz Giants Ladies | 12 – 32 (6-0 0-20 0-12 6-0) | Schwaz Hammers Ladies | Stadion Eggenberg |

#### 5ª giornata
| Schwaz 21 ottobre 2017, ore 18:00 CEST | Schwaz Hammers Ladies | 12 – 26 (0-6 6-8 0-6 6-6) referto | Budapest Wolves Ladies | Regionales Sportzentrum |

| Telfs 21 ottobre 2017, ore 18:00 CEST | Telfs Patriots Ladies | 0 – 44 (0-13 0-6 0-19 0-6) referto | Vienna Vikings Ladies | Telfs-Sportzentrum |

| Graz 22 ottobre 2017, ore 15:30 CEST | Graz Giants Ladies | 6 – 44 (0-24 0-14 6-6-0-0) referto | Danube Dragons Ladies | Stadion Eggenberg |

#### 6ª giornata
| Schwaz 26 ottobre 2017, ore 16:00 CEST | Schwaz Hammers Ladies | 30 – 0 (8-0 8-0 8-0 6-0) referto | Telfs Patriots Ladies | Regionales Sportzentrum |

| Budapest 28 ottobre 2017, ore 15:00 CEST | Budapest Wolves Ladies | 0 – 19 (0-13 0-6 0-0 0-0) referto | Vienna Vikings Ladies | Angyalföldi Sportközpont |

| Vienna 28 ottobre 2017, ore 15:00 CEST | Danube Dragons Ladies | 35 – 0 (a tavolino) referto | Graz Giants Ladies | SV Aspern |

#### 7ª giornata
| Vienna 11 novembre 2017, ore 12:00 CEST | Vienna Vikings Ladies | 32 – 0 (18-0 6-0 8-0 0-0) referto | Danube Dragons Ladies | Footballzentrum Ravelinstraße |

| Telfs 11 novembre 2017, ore 15:00 CEST | Telfs Patriots Ladies | 0 – 24 (0-0 0-12 0-0 0-12) referto | Schwaz Hammers Ladies | Telfs-Sportzentrum |

| Budapest 11 novembre 2017, ore 15:00 CEST | Budapest Wolves Ladies | 40 – 0 (8-0 8-0 8-0 16-0) referto | Graz Giants Ladies | Angyalföldi Sportközpont |

### Classifica
La classifica della regular season è la seguente:
- PCT = percentuale di vittorie, G = partite giocate, V = partite vinte,  P = partite perse, PF = punti fatti, PS = punti subiti

| Pos. | Squadra                | PCT   | G | V | N | P | PF  | PS  |
| ---- | ---------------------- | ----- | - | - | - | - | --- | --- |
| 1    | Vienna Vikings Ladies  | 1.000 | 6 | 6 | 0 | 0 | 259 | 6   |
| 2    | Budapest Wolves Ladies | .667  | 6 | 4 | 0 | 2 | 104 | 87  |
| 3    | Danube Dragons Ladies  | .667  | 6 | 4 | 0 | 2 | 133 | 78  |
| 4    | Schwaz Hammers Ladies  | .400  | 6 | 3 | 0 | 3 | 100 | 125 |
| 5    | Telfs Patriots Ladies  | .167  | 6 | 1 | 0 | 5 | 30  | 121 |
| 6    | Graz Giants Ladies     | .000  | 6 | 0 | 0 | 6 | 25  | 226 |

## Playoff

### Tabellone
|  | Semifinali | Semifinali             | Semifinali |                       |   | XVIII Ladies Bowl     | XVIII Ladies Bowl | XVIII Ladies Bowl |  |
|  |            |                        |            |                       |   |                       |                   |                   |  |
|  | 1          | Vienna Vikings Ladies  | 60         |                       |   |                       |                   |                   |  |
|  | 1          | Vienna Vikings Ladies  | 60         |                       |   |                       |                   |                   |  |
|  | 4          | Schwaz Hammers Ladies  | 0          |                       |   |                       |                   |                   |  |
|  | 4          | Schwaz Hammers Ladies  | 0          |                       | 1 | Vienna Vikings Ladies | 27                |                   |  |
|  |            |                        |            |                       | 1 | Vienna Vikings Ladies | 27                |                   |  |
|  |            |                        | 3          | Danube Dragons Ladies | 0 |                       |                   |                   |  |
|  | 3          | Danube Dragons Ladies  | 3          | Danube Dragons Ladies | 0 | 20                    |                   |                   |  |
|  | 3          | Danube Dragons Ladies  |            |                       |   |                       |                   |                   |  |
|  | 2          | Budapest Wolves Ladies | 0          |                       |   |                       |                   |                   |  |

### Semifinali
| Vienna 18 novembre 2017 | Danube Dragons Ladies | 20 – 0 (6-0 8-0 0-0 6-0) referto | Budapest Wolves Ladies | SV Aspern |

| Vienna 18 novembre 2017 | Vienna Vikings Ladies | 60 – 0 (27-0 13-0 13-0 7-0) referto | Schwaz Hammers Ladies | Footballzentrum Ravelinstraße |

### XVIII Ladies Bowl
| Vienna 26 novembre 2017 | Vienna Vikings Ladies | 27 – 0 (6-0 8-0 7-0 6-0) referto | Danube Dragons Ladies | Footballzentrum Ravelinstraße |

## Verdetti
- Vienna Vikings Ladies Campionesse dell'Austria 2017